# 오래된 집
《오래된 집》은 한국방송공사 2TV 특집드라마이다.

## 기획 의도
전쟁으로 가족을 잃었던 오빠와 20년후 재회하는 이산가족 이야기

## 제작진
- 극본 : 신선희
- 연출 : 정을영

## 출연진
- 김영철
- 김윤경
- 김을동
- 나영희
- 홍성민
- 홍요섭